# علاءالدین (وایومینگ)
علاالدین (به انگلیسی: Aladdin) نام یک ناحیه در شهرستان کروک، وایومینگ در آمریکا است.